# Onklou
Onklou est l'un des douze arrondissements de la commune de Djougou dans le département de la Donga au Bénin.

## Géographie

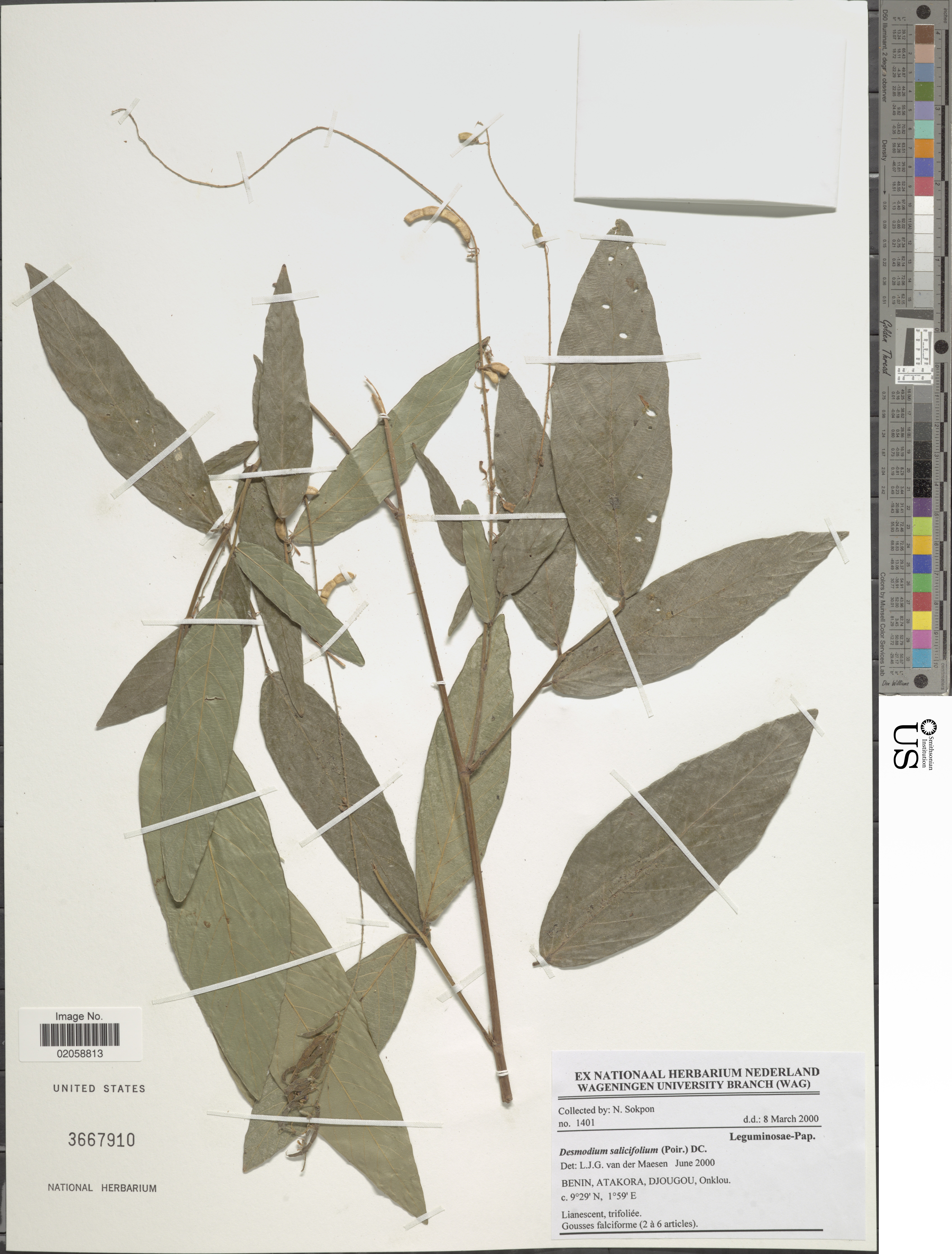
Spécimen de Desmodium salicifolium récolté à Onklou.

Onklou est situé au centre-ouest du Bénin et compte 4 villages que sont Bakou, Danogou, Daringa et Onklou.

## Démographie
Selon le recensement de la population de 2013 conduit par l'Institut national de la statistique et de l'analyse économique (INSAE), Onklou compte 24 153 habitants  . La langue la plus parlée ici est le Yom.